# 김승종
김승종(1945년 1월 18일 ~ )은 대한민국의 KBS의 방송인이다.

## 학력
- 경남공업고등학교
- 연세대학교 교회음악과 학사

## 경력
- KBS 편성본부 본부장

kbs 감사, KBS 편성본부장, 아리랑 국제방송 TV방송본부장, 서울문화재단 이